# Verdrag betreffende de arbeidsveiligheid en gezondheid in havenarbeid
Het Verdrag betreffende de arbeidsveiligheid en gezondheid in havenarbeid (Convention concerning Occupational Safety and Health in Dock Work) of Verdrag nr. 152 (Convention 152) is een verdrag met betrekking tot de veiligheid en gezondheid van havenarbeiders, aangenomen door de Internationale Arbeidsorganisatie (IAO of ILO) in de 65e zitting van de Internationale Arbeidsconferentie op 27 juni 1979 in Genève. Het verving twee oudere verdragen, Verdrag nr. 28 uit 1929 en Verdrag nr. 32 uit 1932. Het is door 27 landen geratificeerd.
Het verdrag stelt eisen aan de bouw, uitrusting, inspectie en certificering van havenwerken en laad- en losgerei, aan veiligheidsmanagement en training. Het stelt ook eisen aan schepen met betrekking tot toegang van schepen en laad- en losgerei en is daarmee een aanvulling op de regelgeving van de Internationale Maritieme Organisatie (IMO).